# Grotte de Julio
Grotte de Julio este o arie protejată (sit de importanță comunitară — SCI) din Franța întinsă pe o suprafață de 17,44 ha, integral pe uscat.

## Localizare
Centrul sitului Grotte de Julio este situat la coordonatele 43°32′24″N 2°52′39″E / 43.54°N 2.8775°E.

## Înființare
Situl Grotte de Julio a fost declarat arie specială de conservare în baza directivei 92/43 din 1992 referitoare la conservarea habitatelor naturale și a faunei și florei sălbatice pentru a proteja 7 specii de animale.

## Biodiversitate
Situată în ecoregiunea mediteraneană, aria protejată conține 4 habitate naturale: Peșteri inaccesibile publicului, Pante stâncoase silicioase cu vegetație casmofită, Formațiuni stabile xerotermofile de Buxus sempervirens pe pante stâncoase (Berberidion p.p.), Păduri de Quercus ilex și Quercus rotundifolia.
La baza desemnării sitului se află mai multe specii protejate de  mamifere (7): liliac cu aripi lungi (Miniopterus schreibersii), liliac cu urechi de șoarece (Myotis blythii), liliac cu picioare lungi (Myotis capaccinii), liliac comun (Myotis myotis), liliacul mediteranean cu potcoavă (Rhinolophus euryale), liliacul mare cu potcoavă (Rhinolophus ferrumequinum), liliacul mic cu potcoavă (Rhinolophus hipposideros).